# Relatoría sobre los Derechos de las Mujeres de la CIDH
La Relatoría sobre los Derechos de las Mujeres es una de las trece relatorías temáticas de la Comisión Interamericana de Derechos Humanos (CIDH). Tiene entre sus principios fundamentales velar para incorporar la perspectiva de género en la planificación y la implementación de las políticas públicas y la toma de decisiones en todos los Estados miembros. Se creó en 1994, siendo la segunda relatoría temática tras la Relatoría sobre los Derechos de los Pueblos Indígenas creada en 1990. Desde enero de 2016 la relatora sobre derechos de las mujeres es la jurista jamaicana Margarette May Macaulay.

## Tareas
Entre sus tareas están:
- crear conciencia sobre la necesidad de adoptar nuevas medidas para garantizar que las mujeres puedan ejercer sus derechos básicos;
- formular recomendaciones específicas que fomenten el cumplimiento por parte de los Estados de sus obligaciones prioritarias de igualdad y no discriminación;
- promover mecanismos que el sistema interamericano de derechos humanos ofrece para proteger los derechos de las mujeres, como por ejemplo, la presentación de denuncias individuales de violaciones;
- preparar estudios especializados e informes en este campo;
- asistir a la Comisión en la respuesta a peticiones y demás informes de violaciones de estos derechos en la región.

## Informes temáticos
En los informes temáticos la CIDH formula recomendaciones para asistir a los Estados miembros en la erradicación de la discriminación y violencia contra las mujeres, tanto en la legislación como en la práctica, así como en el desarrollo de políticas públicas y estrategias para el avance de las mujeres en las Américas.
Entre sus informes temáticos destacan la Situación de los derechos de la Mujer en Ciudad Juárez, México: El derecho a no ser objeto de violencia y discriminación (2003), Las mujeres frente a la violencia y la discriminación derivadas del conflicto armado en Colombia (2006)

## Titulares de la relatoría
La Relatoría está a cargo de un Comisionado o Comisionada nombrada por el pleno de la Comisión.  
- Claudio Grossman (1994 - 2000)
- Marta Altolaguirre (2000 - 2003)
- Susana Villarán (2003 - 2006)
- Víctor Abramovich (2006-2008)
- Luz Patricia Mejía (2008 - 2012)
- Tracy Robinson (2012 - 2015)
- Margarette May Macaulay (2016 - Actual)